# Duramax 6600 V8

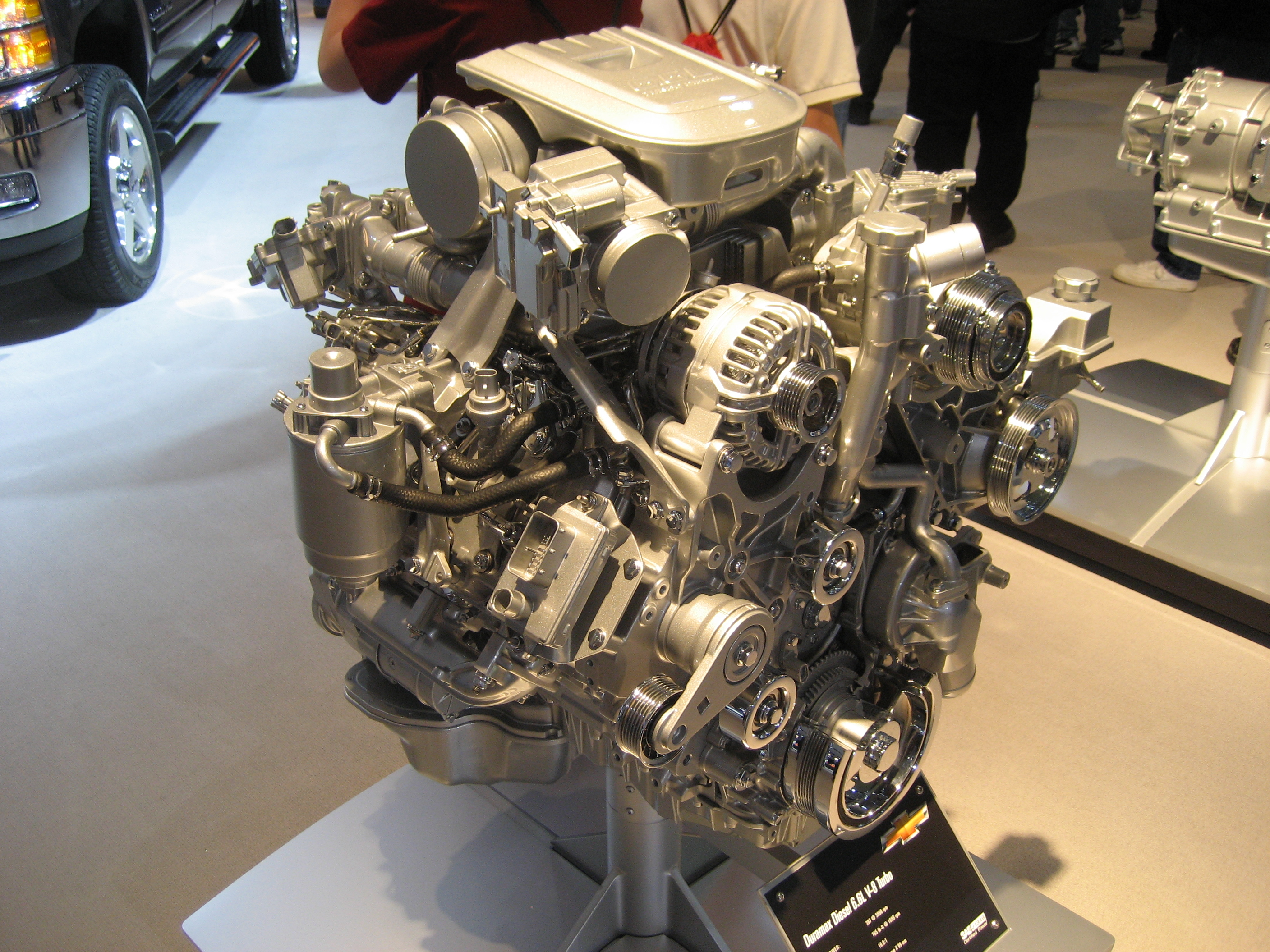
Duramax LML

Duramax 6600 V8 är en turboladdad dieselmotor med en cylindervolym på 6,6 liter. V8-motorn tillverkas av DMAX i Moraine, Ohio. DMAX ägs av General Motors och Isuzu. Motorn används i dessa företags fordonsmodeller, som exempelvis Chevrolet Express, GMC Savana, Chevrolet Silverado och GMC Sierra. Tillverkningen startade 2001, och 2007 hade en miljon motorer tillverkats.